# Vânător-culegător

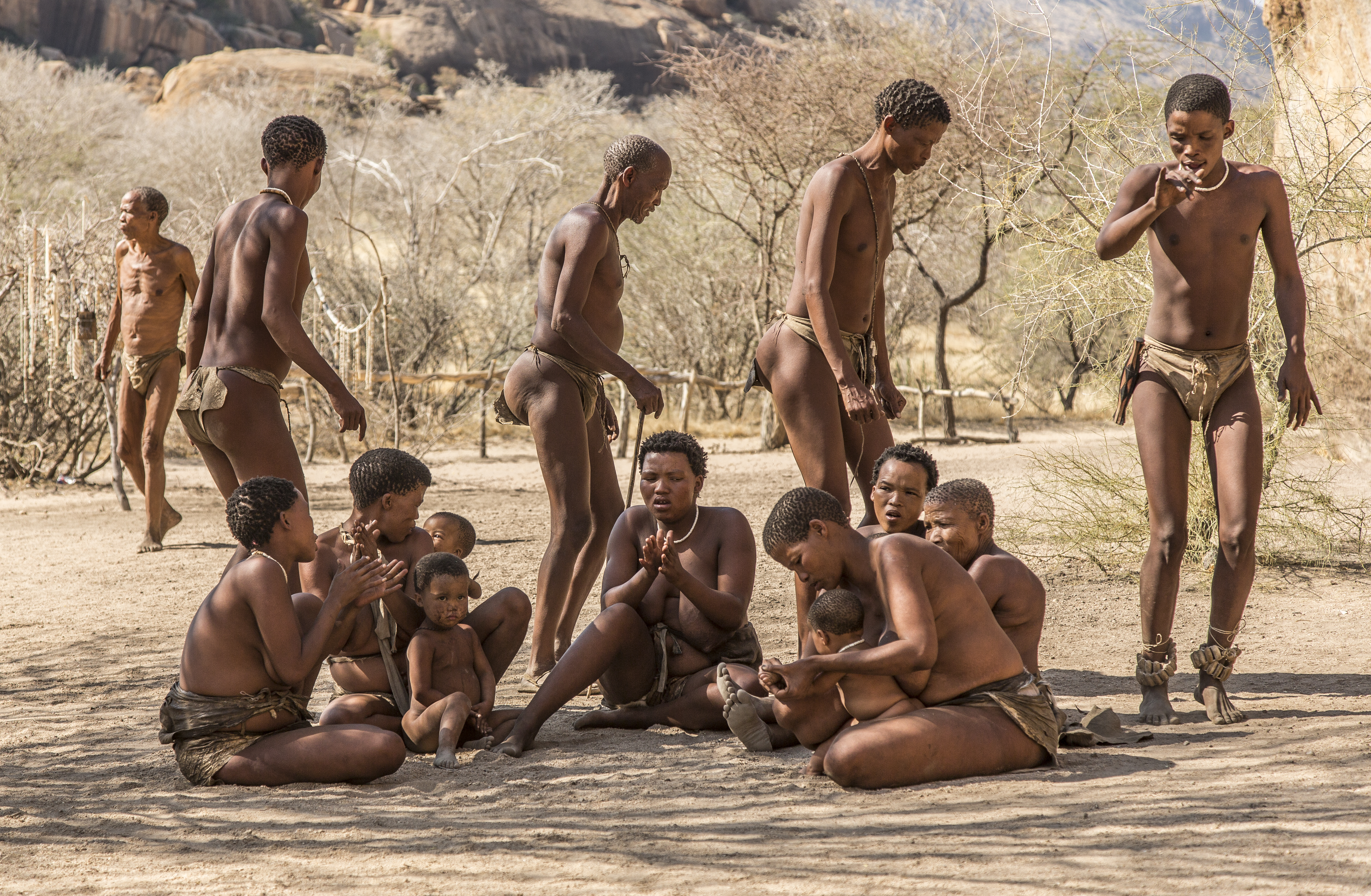
Boșimani din Namibia

Un vânător-culegător este un om nomad  care trăiește într-o societate în care majoritatea sau toate alimentele sunt obținute prin colectarea plantelor sălbatice și vânarea animalelor sălbatice. Societățile de vânători-culegători stau în contrast cu societățile agricole, care se bazează în principal pe specii domesticite, deși linia de separare dintre cele două nu este mereu clară.
Din punct de vedere istoric, societățile de vânători-culegători reprezintă primele forme de subzistență ale speciei umane, care constau în extragerea resurselor direct din natură. În urma apariției agriculturii, vânătorii-culegători care nu şi-au schimbat modul de viață au fost strămutați sau cuceriți de grupurile de agricultori sau de păstori din majoritatea părților lumii. Cu toate acestea, diviziunea dintre cele două nu mai este presupusă a fi un eveniment fundamental în istoria umanității și nu există neapărat o ierarhie care plasează agricultura și industria în vârf, ca obiectiv care trebuie atins.
Doar câteva societăți contemporane sunt clasificate ca vânători-culegători, iar multe își completează hrana cu horticultură sau păstorit. Contrar concepției greșite obișnuite, vânătorii-culegători sunt în mare parte bine hrăniți, mai degrabă decât înfometați.

## Stil de viață

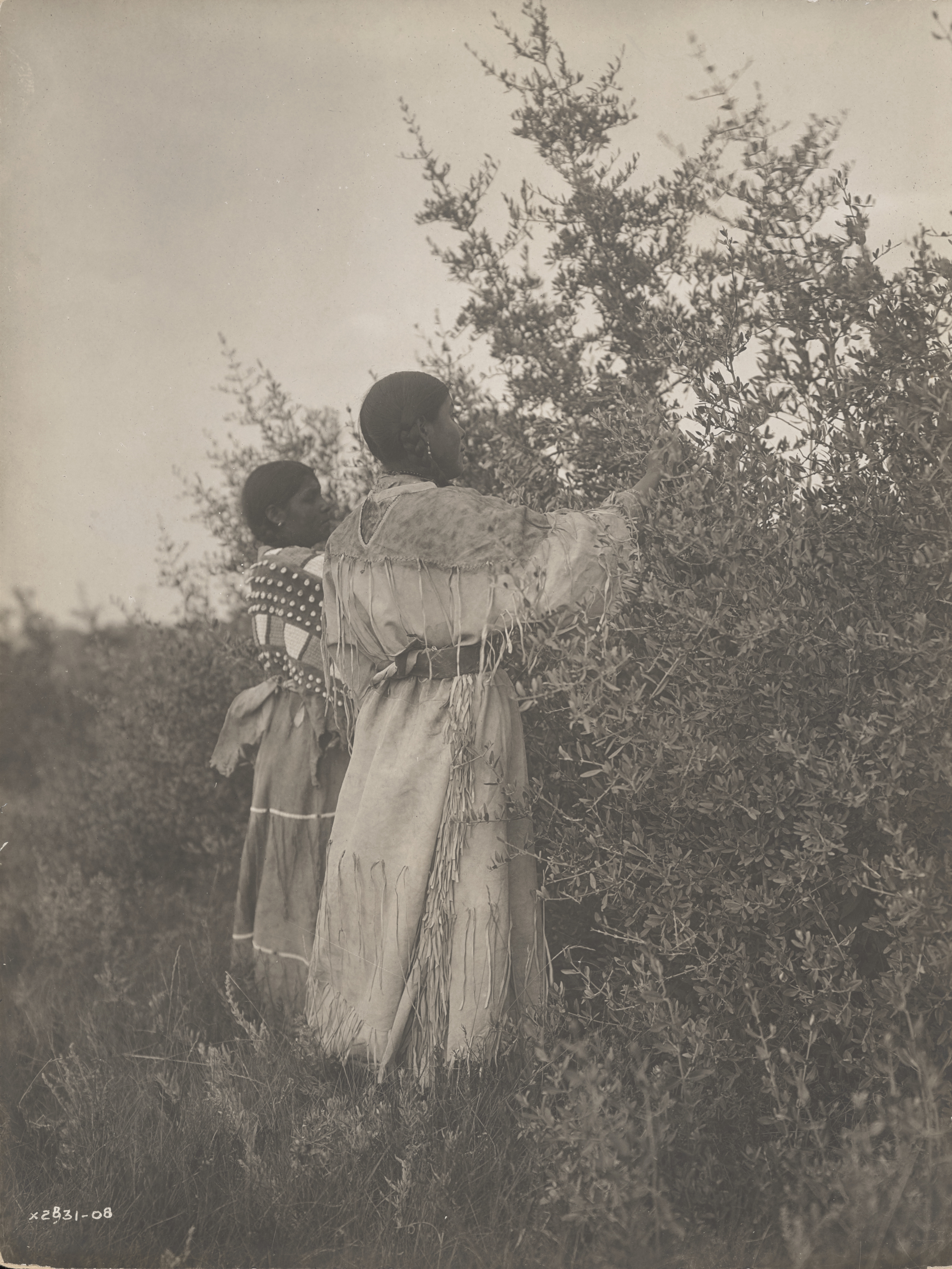
Femei indiene din grupul Mandani care culeg fructe sălbatice, 1908

### Habitat și populație
Majoritatea vânătorilor-culegători sunt nomazi sau semi-nomazi și trăiesc în așezări temporare. Comunitățile mobile construiesc de obicei adăposturi folosind materiale de construcție nepermanente sau pot folosi adăposturi de roci naturale, acolo unde sunt disponibile.
Unele culturi de vânători-culegători, cum ar fi popoarele indigene de pe coasta de nord-vest a Pacificului și iacutii, au trăit în medii deosebit de bogate, care le-au permis să fie sedentare sau semi-sedentare. Printre cele mai vechi exemple de așezări permanente se numără cultura Osipovka (acum 14.000-10.300  de ani), care trăia într-un mediu bogat în pești, ce le-a permis să rămână în același loc tot anul. Un grup, Chumash, avea cea mai mare densitate de populație înregistrată din orice societate de vânători-culegători cunoscuți, cu aproximativ 21,6 persoane/mi2.

### Structura socială și economică
Vânătorii-culegători tind să aibă un etos social egalitar, deși vânătorii-culegători stabili (de exemplu, cei care locuiesc pe coasta de nord-vest a Americii de Nord) sunt o excepție de la această regulă. Aproape toți vânătorii-culegători africani sunt egalitari, femeile fiind la fel de influente și puternice ca bărbații. De exemplu, poporul san sau „boșimanii” din Africa de Sud au obiceiuri sociale care descurajează puternic acumularea și manifestările de autoritate și încurajează egalitatea economică prin partajarea produselor alimentare și materiale. Karl Marx a definit acest sistem socio-economic ca fiind comunismul primitiv.

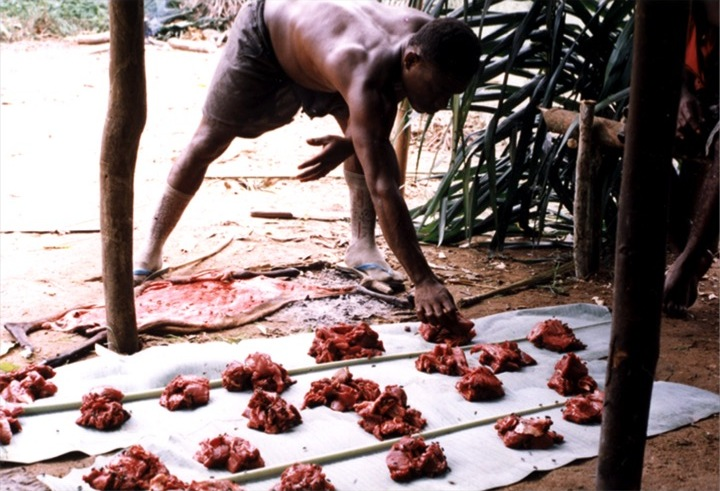
Distribuirea cărnii Mbendjele

Una dintre cele mai apropiate rude ale oamenilor, cimpanzeii, folosesc ierarhii care sunt adesea dominate de un mascul alfa. Atât de mare este contrastul cu vânătorii-culegători umani, încât paleoantropologii susțin că rezistența la dominare a fost un factor cheie care a condus la apariția evoluției conștiinței umane, a limbajului și a organizării sociale.
Antropologii susțin că vânătorii-culegători nu au lideri permanenți. Pe lângă egalitatea socială și economică din societățile de vânători-culegători, există adesea, deși nu întotdeauna, și paritate sexuală. Vânătorii-culegători sunt adesea grupați în funcție de rudenie și apartenență la trib. Reședința postmaritală în rândul vânătorilor-culegători tinde să fie matrilocală, cel puțin inițial. Tinerele mame se pot bucura de sprijin pentru îngrijirea copiilor de la propriile mame, care continuă să locuiască în apropiere în aceeași tabără. Sistemele de rudenie și descendență în rândul vânătorilor-culegători au fost relativ flexibile, deși există dovezi că rudenia umană timpurie, în general, a avut tendința de a fi matriliniară.
Un aranjament comun este diviziunea sexuală a muncii, femeile culegând, în timp ce bărbații se concentrează pe vânătoarea de vânat mare. În toate societățile de vânători-culegători, femeile apreciază carnea adusă înapoi în tabără de bărbați. O relatare ilustrativă este studiul realizat de Megan Biesele despre Ju/'hoan, 'Femeilor le place carne', din Africa de Sud. Cercetări arheologice recente sugerează că diviziunea sexuală a muncii a fost inovația organizațională fundamentală care i-a oferit lui Homo sapiens un avantaj asupra neanderthalienilor, permițând strămoșilor noștri să migreze din Africa și să se răspândească pe tot globul.

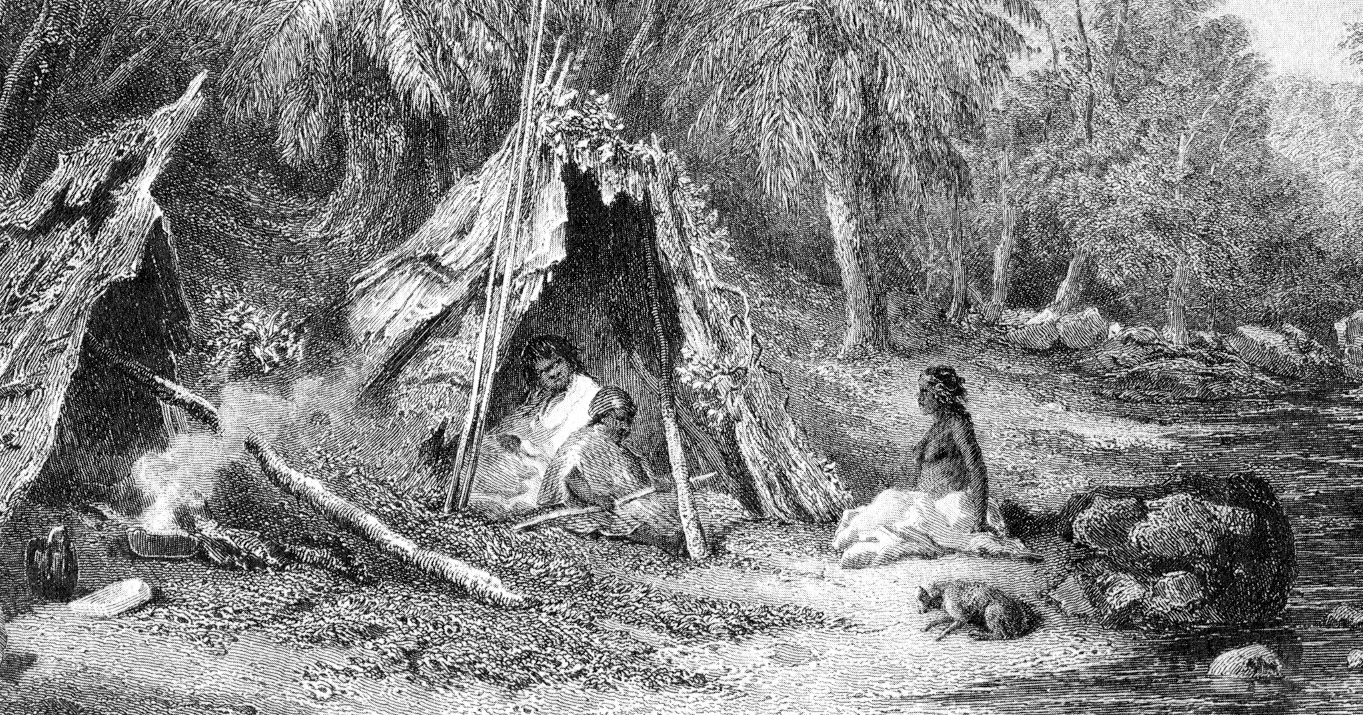
O gravură din secolul al XIX-lea a unei tabere indigene australiene.

Un studiu din 1986 a constatat că majoritatea vânătorilor-culegători au o diviziune sexuală a muncii structurată simbolic. Cu toate acestea, este adevărat că într-o mică minoritate de cazuri, femeile vânează, uneori făcând acest lucru alături de bărbați. Femeile din Martu australian vânează în primul rând animale mici, cum ar fi șopârle, pentru a-și hrăni copiii și a menține relații cu alte femei.

La simpozionul „Omul Vânător” din 1966, antropologii Richard Borshay Lee și Irven DeVore au sugerat că egalitarismul este una dintre mai multe caracteristici centrale ale societăților nomade de vânători-culegători, deoarece mobilitatea necesită minimizarea posesiunilor materiale în întreaga populație. Prin urmare, nici un surplus de resurse nu poate fi acumulat de către un singur membru. La același simpozion, Marshall Sahlins a prezentat o lucrare în care a contestat punctul de vedere popular al unei vieți de vânători-culegători drept „solitară, săracă, neplăcută, sălbatică și scurtă“, după cum o descrisese Thomas Hobbes în 1651.

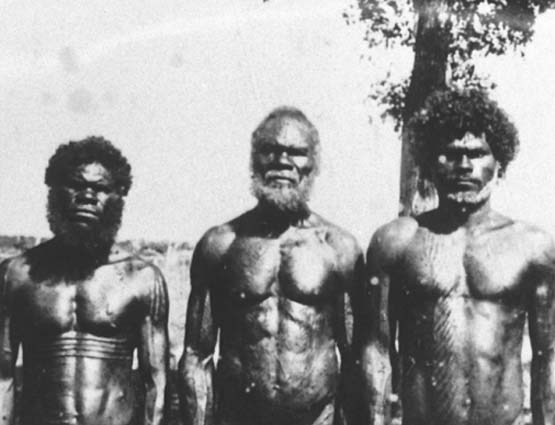
Trei australieni aborigeni pe insula Bathurst în 1939. Potrivit lui Peterson (1998), populația insulei a fost izolată timp de 6.000 de ani până în secolul al XVIII-lea. În 1929, trei sferturi din populație se întreținea pe baza fructelor de pădure.

 Potrivit lui Sahlins, datele etnografice indicau că vânătorii-culegători lucrau mai puține ore și se bucurau de mai mult timp liber decât membrii tipici ai societății industriale și totuși mâncau bine. „Bogăția” lor venea din ideea că erau mulțumiți cu foarte puțin în sens material. Mai târziu, în 1996, Ross Sackett a efectuat două meta-analize distincte pentru a testa empiric punctul de vedere al lui Sahlin. Primul dintre aceste studii a analizat 102 studii de alocare a timpului, iar al doilea a analizat 207 studii de cheltuieli energetice. Sackett a constatat că adulții din societățile de vânători-culegători și horticultură lucrează, în medie, aproximativ 6,5 ore pe zi, în timp ce oamenii din societățile agricole și industriale lucrează în medie 8,8 ore pe zi.
O lucrare din 2010 susținea că, deși vânătorii-culegători pot avea niveluri mai mici de inegalitate decât societățile moderne, industrializate, asta nu înseamnă că inegalitatea nu există. Cercetătorii au estimat că media coeficientul lui Gini printre vânătorii-culegători era de 0,25, echivalent cu cel al Danemarcei în 2007. În plus, transmiterea averii între generații a fost, de asemenea, o caracteristică a vânătorilor-culegători, ceea ce înseamnă că vânătorii-culegători „bogați”, în contextul comunităților lor, erau mai predispuși să aibă copii la fel de bogați ca ei decât membrii mai săraci din comunitatea lor și societățile de vânători-culegători demonstrează o înțelegere a stratificării sociale. Astfel, în timp ce cercetătorii au fost de acord că vânătorii-culegători erau mai egalitari decât societățile moderne.